# 贝尔卡斯泰勒
贝尔卡斯泰勒（法語：Belcastel，法語發音：[bɛlkastɛl]）是法国奥克西塔尼大区塔恩省的一个市镇，属于卡斯特尔区。

## 地理
贝尔卡斯泰勒（43°38'57"N, 1°45'24"E）面积10.81 平方千米，位于法国奧克西塔尼大區塔恩省，该省份为法国南部内陆省份，北起顺时针与阿韦龙省、埃罗省、奥德省、上加龙省和塔恩-加龙省接壤。
与贝尔卡斯泰勒接壤的市镇（或旧市镇、城区）包括：韦尔费伊、巴尼耶尔、拉沃尔、蒙卡布里耶、特拉、维维耶莱拉沃尔。

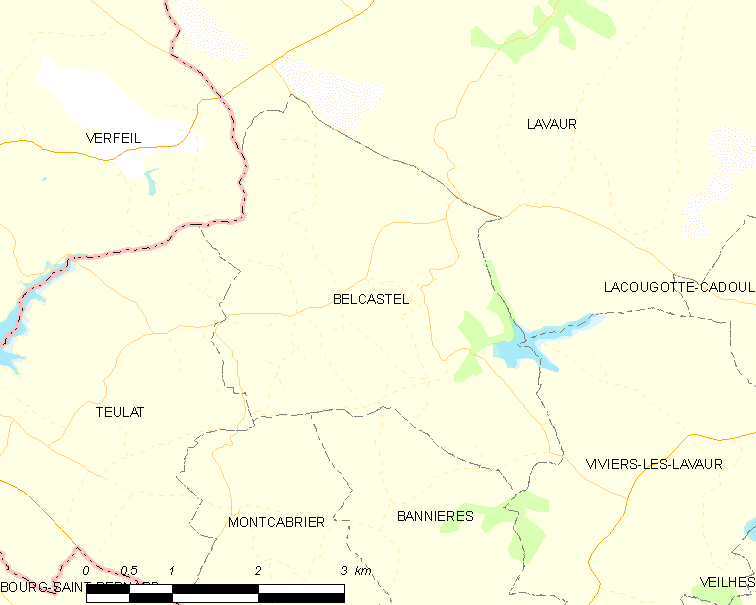
贝尔卡斯泰勒的OSM定位图

贝尔卡斯泰勒的时区为UTC+01:00、UTC+02:00（夏令时）。

## 行政
贝尔卡斯泰勒的邮政编码为81500，INSEE市镇编码为81025。

## 政治
贝尔卡斯泰勒所属的省级选区为拉沃尔-科卡涅县。

## 人口

1962-2008年间贝尔卡斯泰勒人口变化图示

贝尔卡斯泰勒于2022年1月1日时的人口数量为226人。